# The Edict
The Edict è un film del 2017 diretto da Mark Cross.

## Trama
I coniugi Kevin e Jessi Anderson ereditano una casa da uno zio morto suicida. Dopo essere entrata in contatto con una statua all'interno della casa, Jessi, sofferente di una depressione psicotica debilitante, inizia ad essere continuamente contattata da un'entità sinistra.